# Alfred van Nüß
Alfred van Nüß (* 5. Mai 1898 in Würzburg; † 11. Juni 1961 in Bad Brückenau) war ein deutscher Schachmeister.

## Leben
Van Nüß wurde 1922 an der Universität Würzburg mit einer Schrift über „Die Tantieme des Vorstands und des Aufsichtsrates der Aktiengesellschaft“ promoviert. Im Jahre 1923 ließ er sich als Kaufmann in Düsseldorf nieder. Im selben Jahr trat er dem Düsseldorfer Schachverein von 1854 bei. Bereits 1926 gewann er in Kaiserslautern die Rheinmeisterschaft. 1928 erreichte er ein 1:1 gegen den Amateurweltmeister dieses Jahres, Max Euwe, im „Hollandkampf“ des Rheinisch-Westfälischen Schachverbandes gegen den Niederländischen Schachbund. Beim internationalen Turnier in Dortmund 1928 besiegte er den damaligen Weltmeisterschaftskandidaten Efim Bogoljubow und teilte am Ende mit Rudolf Spielmann den 6./7. Platz unter neun Teilnehmern.
Van Nüß zog sich dann vom praktischen Spiel mehr und mehr zurück und wirkte als Schachlehrer und -schriftsteller in Düsseldorf (48 Schachprobleme, Berlin 1930; Neues Schachlehrbuch, Berlin 1933). Nach Rückkehr aus französischer Kriegsgefangenschaft siedelte er sich 1946 in Bad Brückenau an, wo er eine Broschüre über Canasta (Minden 1951) schrieb. Nach "chessmetrics" erreichte er seine beste historische Elo-Zahl 2534 im August 1928.